# Cynthia Lavigne
Pour les articles homonymes, voir Lavigne.
Cynthia Lavigne, née le 20 janvier 1984 à Paris, est une ancienne actrice pornographique française d'origine yougoslave.

## Biographie
Cynthia Lavigne débute dans le cinéma X en 2004, et joue la même année avec Manuel Ferrara dans Anal Expedition 4. Elle apparait dans l'émission "Paris Dernière" en novembre 2005. Elle a pris sa retraite en 2008.

## Filmographie sélective
- 20 ans et toujours pucelle de Fabien Lafait (Lucy Video) 2006
- La 69° compagnie de Fabien Lafait (Lucy Video) 2005
- Les Affranchies X de Gary Costello 2006
- Anal Paradise de David Caroll (Hot Vidéo)
- Anale da urlo de Michael Bernini
- Le Bangtour 16 & 52 de Sebastian Barrio (V. Communications)
- Le Barriodeur 11 de Sebastian Barrio (V. Communications)
- Belles comme la vie de Yannick Perrin (Blue One)
- Bonnes et garces de Jean-Claude Bauman (Lucy Video)
- Ça nique au camping de Fabien Lafait (Telsev)
- Le Camping des foutriquets de Yannick Perrin (Hot Vidéo)
- Camp'X de Fabien Lafait (JTC) 2006
- Casual sex de Alessandro Del Mar (Private) 2006
- Les Clean Girls de Fabien Lafait (JTC)
- Coiffeuses X à domicile 6 de Bamboo et Pascal Saint-James (V. Communications)
- Comme des chiennes de Fabien Lafait (JTC) 2005
- Da Vinci de Antonio Adamo (Private) 2006
- Défonce de beaux petits culs 4 de Philippe Lhermitte (Telsev)
- Délit sexuel de Francesco Fanelli (Marc Dorcel)
- Le Démon de Jack Tyler (V. Communications)
- Desperate Sex Wives de Fabien Lafait 2006
- Dynamite 2 de Tomaxxx (TOMAXXX)
- Éloge de la chair de Jack Tyler (V. Communications)
- Elsa, vices et fantasmes de Christian Lavil 2006
- Fist & jeux de gouines de Mickael Costes
- Fuck and Furious de Fabien Lafait (JTC)
- Le Garage à putes de Robert O (Wild)
- Gonzo Attitude 4 de Fabien Lafait (Concorde)
- Gonzo Initiations de Fabien Lafait
- Gonzo Party de Fabien Lafait (Concorde)
- Harem en folie de Rocky Volcano (Lucy Video)
- Hôtel des plaisirs de Nicky Ranieri
- Immorales de Christian Lavil (Alkrys)
- In Bed with Doc Gynéco de François Regis (Marc Dorcel)
- Incontro proibito de Steve Morelli (Top Line) 2005
- Infedelmente tua de Steve Morelli (Top Line) 2005
- Infirmières tres spéciales de Christian Lavil (Alkrys)
- L'Initiatrice, innocence et perversion de Phil Holliday (Colmax)
- Inkorrekt(e) de John B. Root
- Je veux faire du X 2 de John B. Root 2006
- Johnny Rebel's Absolute Beginners de John Mason 2005
- Johnny Rebel's Laid in England 4 de John Mason 2006
- Une Journée avec Alyson de Christian Lavil (Alkrys)
- Katsumi, traitement de choc de Giancarlo Bini (Dorcel)
- Kiproko de Alex Palmer (Spound)
- Mr & Mrs Sexxx de Fabien Lafait 2005
- Ma Nuit chez Ève de Jack Tyler (V. Communications)
- Nina, toujours consentante de Fabien Lafait (JTC)
- La Nymphomane de Yannick Perrin (Blue One) 2005
- Only for U de François Régis (Marc Dorcel)
- Permis de jouir de Didier Parker (JTC)
- Phil de Nice de Fabien Lafait (Lucy Video) 2005
- Piacere Claudia (Pink'O) 2007
- Le planté de bâtons 2 de Fabien Lafait] (nonsex)
- Porn Identity (Hustler) 2005
- Prends moi de Patrice Cabanel (JTC)
- Priscila, vices et prostitution de Alain Payet (Marc Dorcel) 2005
- Private Sports 10: Le tour anal (Private) 2006
- Private XXX 32 & 34 (Private) 2006
- Quei perfetti ragazzi de Gary Costello (FM Video)
- Les reines du sex de Robert O (Wild)
- Rencontre avec Cynthia Lavigne de Fabien Lafait (Concorde)
- Russian Institute: Lesson 8 d’Hervé Bodilis (Marc Dorcel) 2007
- Soins très particuliers de Christian Lavil (Alkrys)
- La Soubrette de Tony Del Duomo (Marc Dorcel) 2005
- Techno Sex de David Caroll (Hot Vidéo)
- Tout schuss ... de Fabien Lafait (JTC) 2004
- Anal Expedition 4 (2004) de Manuel Ferrara (Red Light District Video)
- We're 18! We're the A-Teens! de Steve Perry 2006
- Whore de France (Zero Tolerance) 2006
- Y a-t-il une nympho dans l'avion? de Mario Salieri 2005